# Gleb Olegowitsch Pawlowski

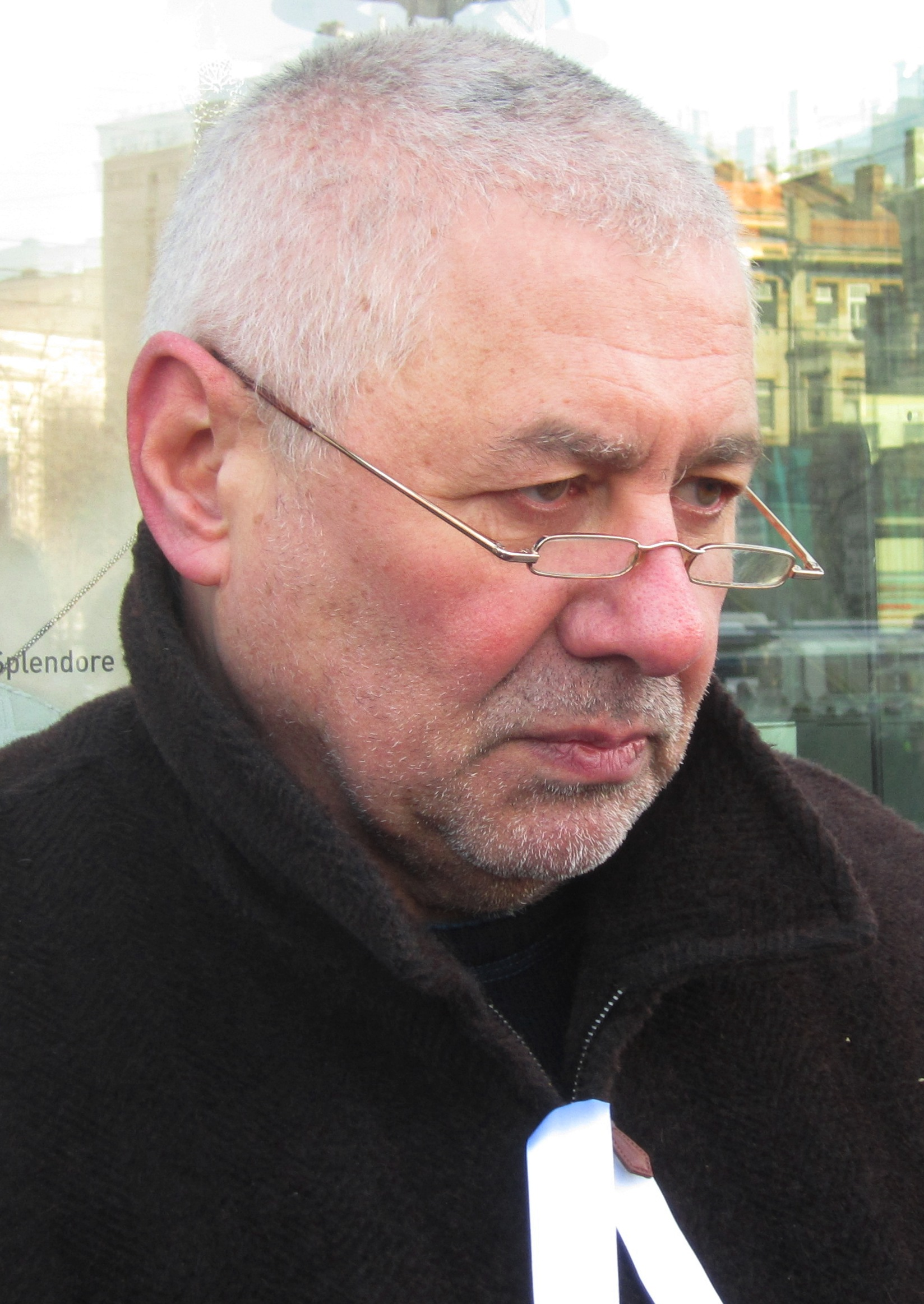
Gleb Pawlowski (2012)

Gleb Olegowitsch Pawlowski (russisch Глеб Оле́гович Павло́вский; * 5. März 1951 in Odessa, Ukrainische SSR, Sowjetunion; † 26. Februar 2023 in Moskau, Russland) war ein russischer Politikwissenschaftler.

## Leben
Pawlowski studierte von 1968 bis 1973 Geschichte an der Universität Odessa und zog später nach Moskau um. Dort war er zeitweise in der sowjetischen Dissidentenszene aktiv. 1982 wurde er wegen „antisowjetischer Tätigkeit“ zu einer Gefängnisstrafe verurteilt, bekannte sich aber im Laufe des Strafverfahrens für schuldig und wurde stattdessen in die Verbannung geschickt, aus der er im Dezember 1985 zurückkehrte. Pawlowskis Angaben zu diesem Teil seiner Biografie sind umstritten.
Zusammen mit Marat Gelman gründete Pawlowski 1995 die Organisation Фонд эффективной политики (Stiftung für effektive Politik), die sich als „Institut für Meinungsforschung und Wahlkampfmanagement“ bezeichnete und sich schnell zu einem wichtigen Akteur in der sich etablierenden russischen Internetszene entwickelte. Die Stiftung für effektive Politik war maßgeblich an der Entwicklung und der Durchführung verschiedener Wahlkampagnen in Russland beteiligt. So wird ihr ein großer Anteil am Sieg von Boris Jelzin im Präsidentschaftswahlkampf 1996 zugeschrieben, auch zum Wahlsieg von Wladimir Putin bei den Präsidentschaftswahlen 2000 soll sie entscheidend beigetragen haben. Pawlowski wird auch ein erheblicher Beitrag bei der Etablierung des Systems der Gelenkten Demokratie in Russland zugeschrieben. Er gehörte zeitweise zu den bekanntesten, wenn auch umstrittensten Personen der russischen Medienlandschaft. In westlichen Medien wurde er wiederholt als „graue Eminenz des Kreml“ oder als „Russlands prominentester Spin-Doctor“ bezeichnet.
Bei den Präsidentschaftswahlen in der Ukraine 2004 unterstützte Pawlowski den Kandidaten Wiktor Janukowytsch, eine ihm zeitweise zugeschriebene Rolle bei der Dioxinvergiftung des späteren Wahlsiegers und Präsidenten Wiktor Juschtschenko hat er stets entschieden dementiert.
Zwischen 2005 und 2009 moderierte Pawlowski die Sendung Большая политика (Große Politik) auf dem Fernsehsender NTW. Im 2009 gründete die Stiftung für effektive Politik eine Internetseite, auf der unter anderem die Bloggerschule des Kremls erläutert wurde. Es wurde auch Präsident Medwedews Aufruf unterstützt, an „historischen Wahrheiten“ festzuhalten und ausländischer Propaganda entgegenzutreten.
Pawlowski forderte im Frühjahr 2011 offen eine weitere Amtszeit des damaligen Präsidenten Dmitri Medwedew ein, er verlor daraufhin seinen Status als Berater der russischen Präsidialverwaltung. Kurz darauf verkündete er die Auflösung der Stiftung für effektive Politik. Seitdem äußerte sich Pawlowski in der Öffentlichkeit zunehmend ablehnend über Putin und über die Politik der russischen Regierung.
Im Dezember 2016 beschrieb er nach der Verhaftung des Wirtschaftsministers Alexei Uljukajew die Systematik des Systems Putin als „Loyalität der Angst“: Jederzeit könne ein Strafverfahren gegen jedermann eröffnet werden – nur solange die Amtsträger Angst haben, könne das Machtzentrum ihnen vertrauen.
Pawlowski kritisierte Putins Entscheidung, die Ukraine zu überfallen, scharf: Früher sei Putin rational gewesen, mittlerweile hätte er in Bezug auf die Ukraine eine Obsession entwickelt und richte sich nach den Bildern in seinem Kopf. Putin hätte stets viel Glück gehabt, aber gerade das sei für einen Spieler gefährlich, denn er glaube dann, das Schicksal auf seiner Seite zu haben.
Pawlowski starb am 26. Februar 2023 sechs Tage vor Vollendung seines 72. Lebensjahres, laut Medienangaben in Folge einer schweren Erkrankung.